# Museo de la Constitución
El Museo de la Constitución es un museo de la ciudad de Santa Fe, Argentina. Se encuentra en el parque que lleva el mismo nombre. Fue inaugurado por el intendente de Santa Fe, José Corral el 10 de diciembre de 2018.
Posee objetos de la época en que se redactó la constitución argentina de 1853, réplicas de libros utilizados y un ejemplar genuino de la reforma constitucional de 1994, maquetas de la ciudad, retratos en pintura y digitalizados.
La entrada es libre y gratuita.

## Instalaciones
El museo cuenta con ocho salas de exposición.
1. Señales.
2. La grieta.
3. Bases, voces y propuestas.
4. Retratos de una nación.
5. La ciudad de la constitución.
6. En una noche de abril.
7. De todos y para todos, todos los días.
8. La ciudad como homenaje.

### Edificio
El edificio es una construido de 2.098,75 m², posee un auditorio de 296 butacas y 525,10 m² de superficie semicubierta.